# Ledofszky Mariska
Ledofszky Mariska, Ledowsky Mária (Hódmezővásárhely, 1870. február 17. – Budapest, 1917. december 20.) magyar énekesnő (szoprán), Ledofszky Gizella nővére.

## Életútja
Ledofszky Ignác (1813–1903) és Strausz Jozefin leánya. Színpadra lépett 1886. szeptember 22-én, Sághy Zsigmondnál Szabadkán. 1889-ben Csóka Sándor társulatának volt tagja, majd 1890 és 1894 között Krecsányi Ignácnál működött. 1897-ben Szabadkán szerepelt Pesti Ihász Lajosnál, 1899-ben Szegeden játszott, 1901–1912-ben a Kolozsvári Nemzeti Színház primadonnája volt. Mindenütt egyik erőssége volt a társulatoknak, kitűnő képességeiért a fővárosban is méltán ünnepelték. Egy időben a Népszínháznál is működött. 1902. szeptember 30-án Budapesten, a Terézvárosban férjhez ment Freund Gusztáv magánhivatalnokhoz és visszavonult a színpadtól. Budapesten hunyt el 44 éves korában agyvérzés következtében. 